# 何塞·洛佩斯·雷加
何塞·洛佩斯·雷加（西班牙語：José López Rega，1916年11月17日—1989年6月9日），是阿根廷的政治家，他曾于1973年至1975年间担任社会福利部长。作为庇隆夫妇的亲信股肱，雷加在伊莎贝尔·庇隆担任总统期间扮演了类似拉斯普京的角色。他利用其影响力巧妙地操纵政府决策，从而在某种意义上成为了阿根廷政府的灰衣主教。雷加的庇隆主义理念以及他对神秘学的兴趣为他获得了“术士”的绰号，他的女儿诺玛·比阿特丽斯后来成为劳尔·阿尔韦托·拉斯蒂里总统的配偶。

## 文献来源
- Biography of José López Rega (in Spanish)
- López Rega. La biografía. Marcelo Larraquy. Editorial Sudamericana. 473 pages. ISBN 950-07-2441-3.
- Bra, Gerardo, "La 'P-2- en la Argentina", in Félix Luna (ed) et al., Todo es historia, No. 214, Feb 1985, pp. 12–15